# Edderitz
Edderitz ist ein Ortsteil der gleichnamigen Ortschaft der Stadt Südliches Anhalt im Landkreis Anhalt-Bitterfeld in Sachsen-Anhalt (Deutschland).

## Geografie
Edderitz liegt zwischen Köthen (Anhalt) und Halle (Saale).
Die zwischen Edderitz und Baasdorf gelegene Pilsenhöhe ist mit 111 Metern die höchste Erhebung im Gebiet der Einheitsgemeinde Stadt Südliches Anhalt.

### Ortsteile
Die Ortschaft Edderitz bildet sich durch die Ortsteile Edderitz, Pfaffendorf und Pilsenhöhe.

## Geschichte
Die erste urkundliche Erwähnung als Ezeri stammt vom 2. Juni 973, als slawische Siedlung bestand der Ort möglicherweise bereits im 6. Jahrhundert.
Im Jahre 1831 ist das Dorf durch den einzigen ernsthaften Ausbruch der Cholera in Anhalt bekannt geworden. Die Epidemie wurde am 1. März 1831 aus Halle (Saale) durch einen Reisenden eingeschleppt und dauerte sechs Tage. Während dieser Zeit fielen sechs Menschen der Krankheit zum Opfer.
Am 20. Juli 1950 wurde die bis dahin eigenständige Gemeinde Pfaffendorf nach Edderitz eingemeindet.
Bis zur Neubildung der Einheitsgemeinde Südliches Anhalt am 1. Januar 2010 war Edderitz eine selbständige Gemeinde in der Verwaltungsgemeinschaft Südliches Anhalt mit den zugehörigen Ortsteilen Pfaffendorf und Pilsenhöhe.

### Namensherkunft
Der Name Edderitz wird auf das slawische Wort jezerisco zurückgeführt was etwa Ort am großen Teich bedeutet. Der Name bzw. dessen Schreibweise änderte sich im Lauf der Geschichte, so wurde das heutige Edderitz früher Ezerisko, Ezerisk, Izerizike und Esserisk genannt.

### Braunkohleförderung

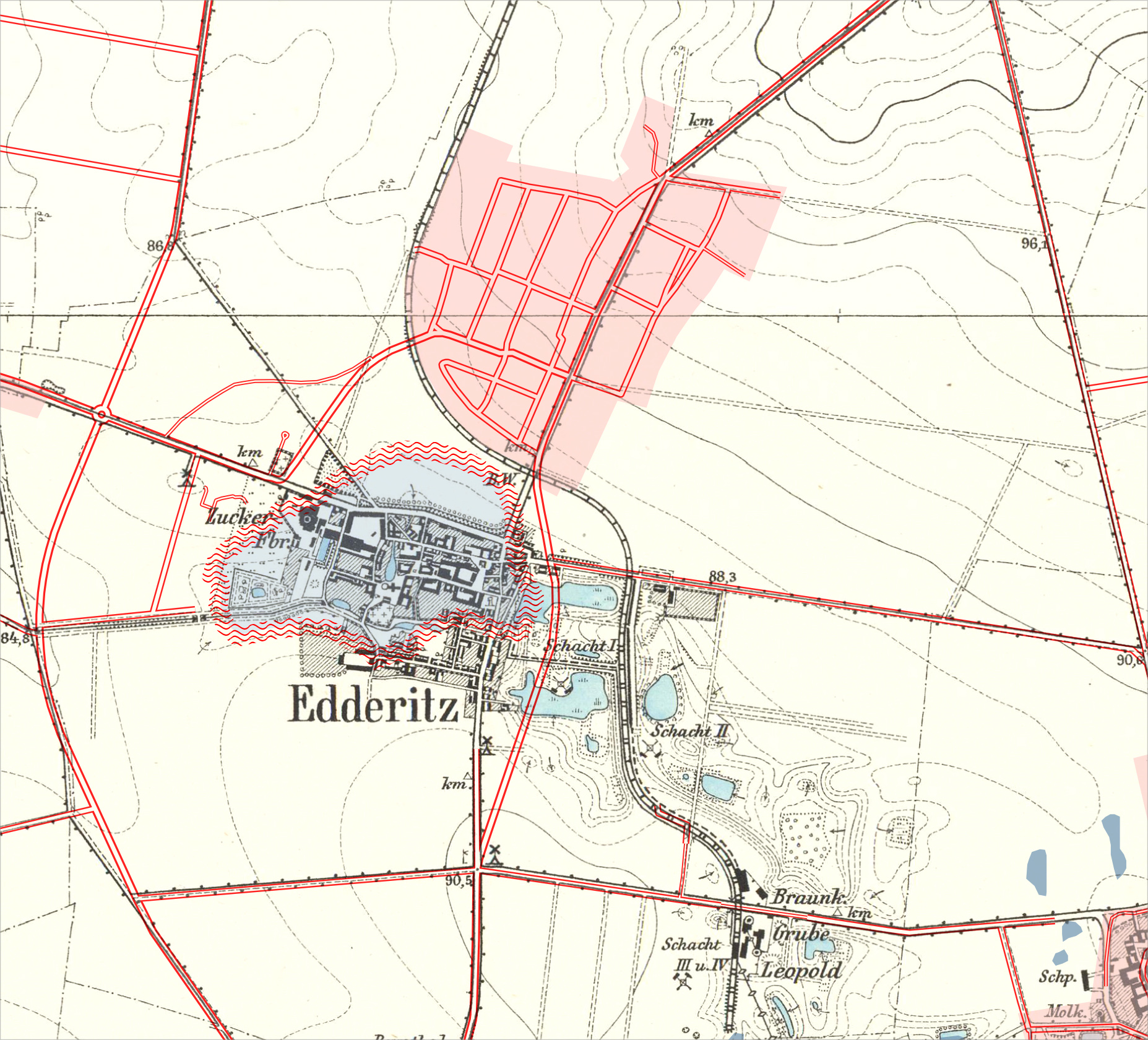
Karte von 1904 überlagert mit einer Karte von heute (rot), zum Vergleich des alten und neuen Dorfs

Am 1. August 1856 begann mit der Eröffnung der Grube Friedrich Franz der Braunkohlen-Bergbau bei Edderitz. Die 46 Bergleute förderten bis Jahresende 72.302 hl Kohle. 1911 begann mit der Verlegung von Stromkabeln die Elektrifizierung des Ortes.
1935 wurde beschlossen, die Braunkohle unter Edderitz im Tagebaubetrieb zu fördern. Daher riss man ab 1938 etappenweise 200 Häuser und Höfe des alten Dorfs ab und errichtete direkt nördlich des aufgeschlossenen Tagebaus ein neues Dorf.
Nach dem Zweiten Weltkrieg gehörte der Ort zur sowjetischen Besatzungszone, die Grube Leopold AG als bisherige Eigentümerin der Grube und ihrer Nebenbetriebe wurde enteignet und die Anlagen zum 1. August 1948 in Volkseigentum überführt. Am 1. Juli 1958 erfolgte die Stilllegung des Tagebaubetriebs, die Brikettfabrik wurde am 30. Juni 1966 geschlossen.

### Einwohnerentwicklung
Nachfolgend die graphische Darstellung der Einwohnerentwicklung.
(Zahl für 2008 aus)

## Religion

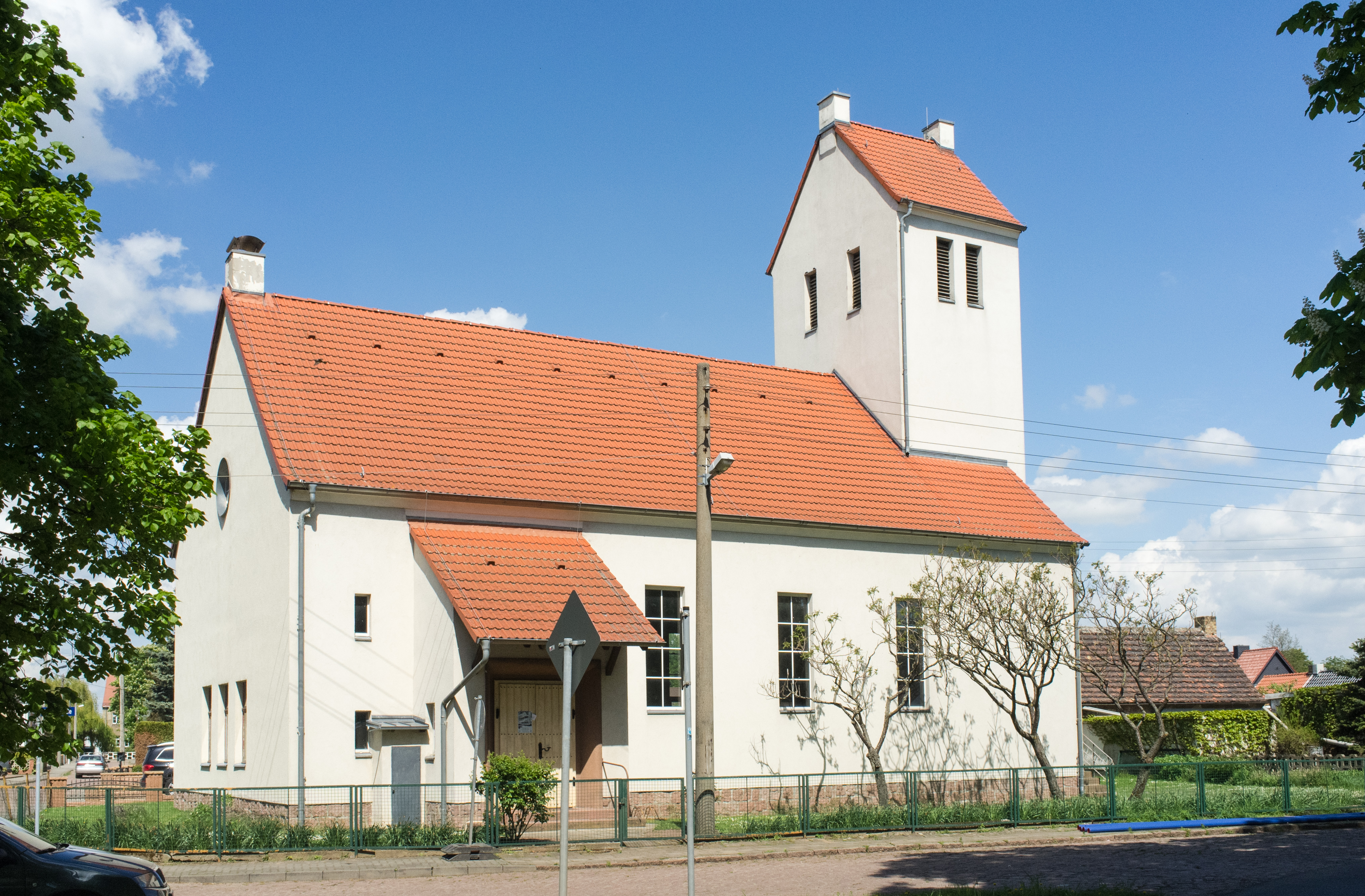
Evangelische Kirche

Durch die im 16. Jahrhundert eingeführte Reformation wurden die Bevölkerung und die Kirche von Edderitz, das damals zum Erzbistum Magdeburg gehörte, lutherisch.

### Evangelisch-lutherische Kirche
Die Kirche gehört zur Kirchengemeinde Gröbzig im Kirchenkreis Köthen der Evangelischen Landeskirche Anhalts. Da die alte Dorfkirche wie auch der Großteil des Dorfes Edderitz dem Braunkohlebergbau weichen musste, erfolgte 1953 die Grundsteinlegung für die heutige Kirche, die 1955 eingeweiht wurde.

### Römisch-katholische Kapelle

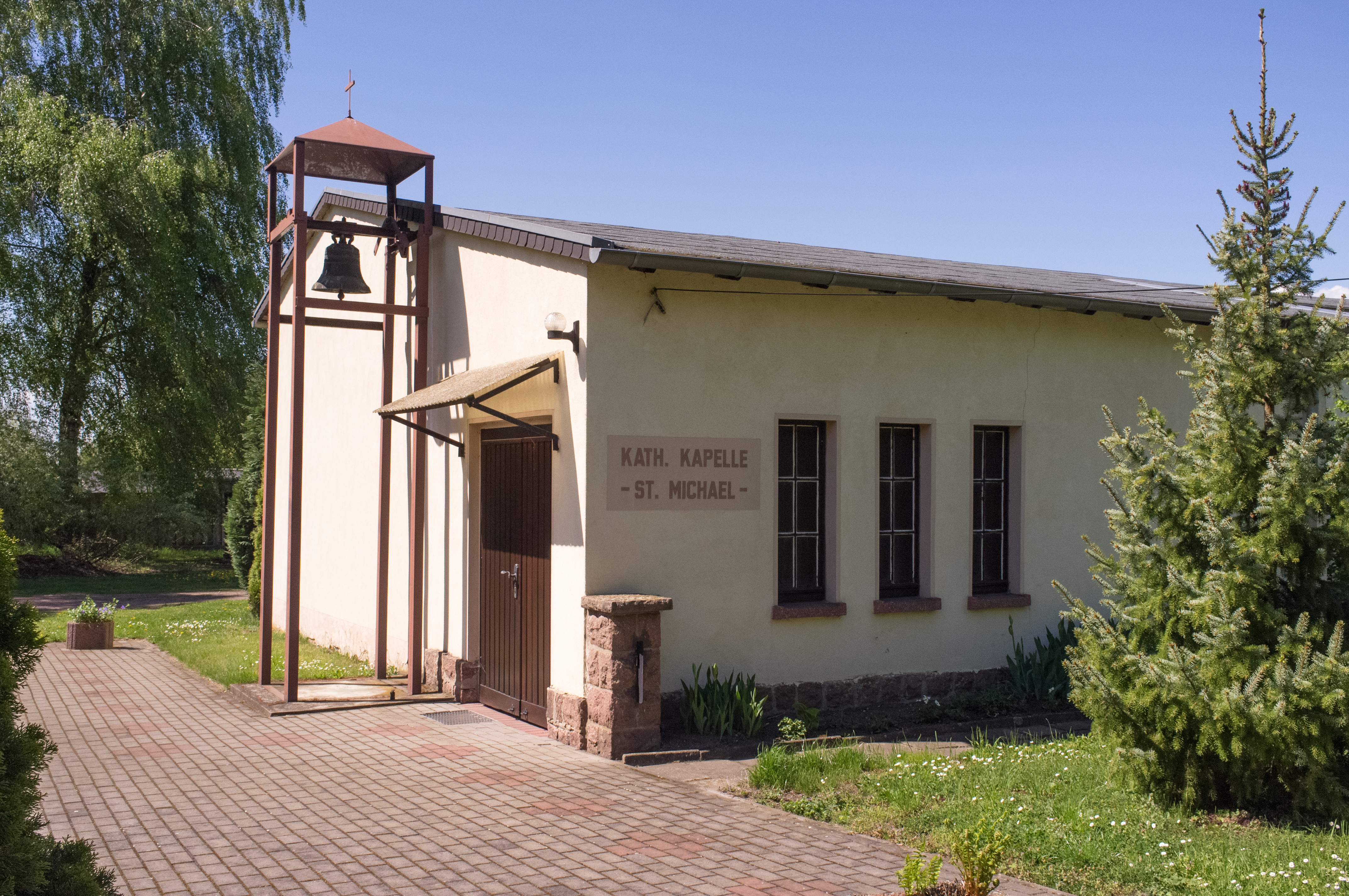
Katholische Kapelle

Die nach dem Erzengel Michael benannte Kapelle gehört zur Pfarrei St. Maria Köthen in der Pastoralregion Dessau des Bistums Magdeburg. Die Kapelle gehört im Bistum Magdeburg zu den wenigen Barackenkirchen, die heute noch gottesdienstlich genutzt werden.
Nach dem Zweiten Weltkrieg vergrößerte sich die Zahl der Katholiken in Edderitz durch die Flucht und Vertreibung Deutscher aus Mittel- und Osteuropa erheblich. Die Katholiken fanden Arbeit im Bergbau, in der Landwirtschaft sowie in der Brikettfabrik und der Schwelerei. Für die nun zur Pfarrei Preußlitz gehörenden Katholiken fanden in Edderitz katholische Gottesdienste in einem Klassenraum der Schule statt, später wechselte man in den Saal des Gasthauses Hundt.
Der Erwerb eines Grundstückes im Ortskern von Edderitz wurde von der politischen Gemeinde Edderitz verhindert, stattdessen konnte die Katholiken ein abgelegenes Grundstück am Hüttenweg erwerben. Das dort stehende Gebäude, das im Zweiten Weltkrieg als Gefangenenlager, danach als Waschkaue eines Tagebaus und später als Schulraum genutzt wurde, wurde Anfang der 1960er Jahre in Eigenleistung der Gemeindemitglieder zur Kapelle umgestaltet. Am 30. März 1964 weihte Friedrich Maria Rintelen, Weihbischof des Erzbistums Paderborn, zu dem Edderitz damals gehörte, den Altar der Kapelle.
Die Kapelle gehörte zur Pfarrgemeinde Gröbzig, zur Gründung einer eigenen katholischen Gemeinde kam es in Edderitz nicht. Am 15. Dezember 2007 wurde der Gemeindeverbund Köthen-Görzig-Osternienburg errichtet, zu dem die Kapelle fortan gehörte. Am 2. Mai 2010 entstand aus dem Gemeindeverbund die heutige Pfarrei St. Maria Köthen.

## Politik

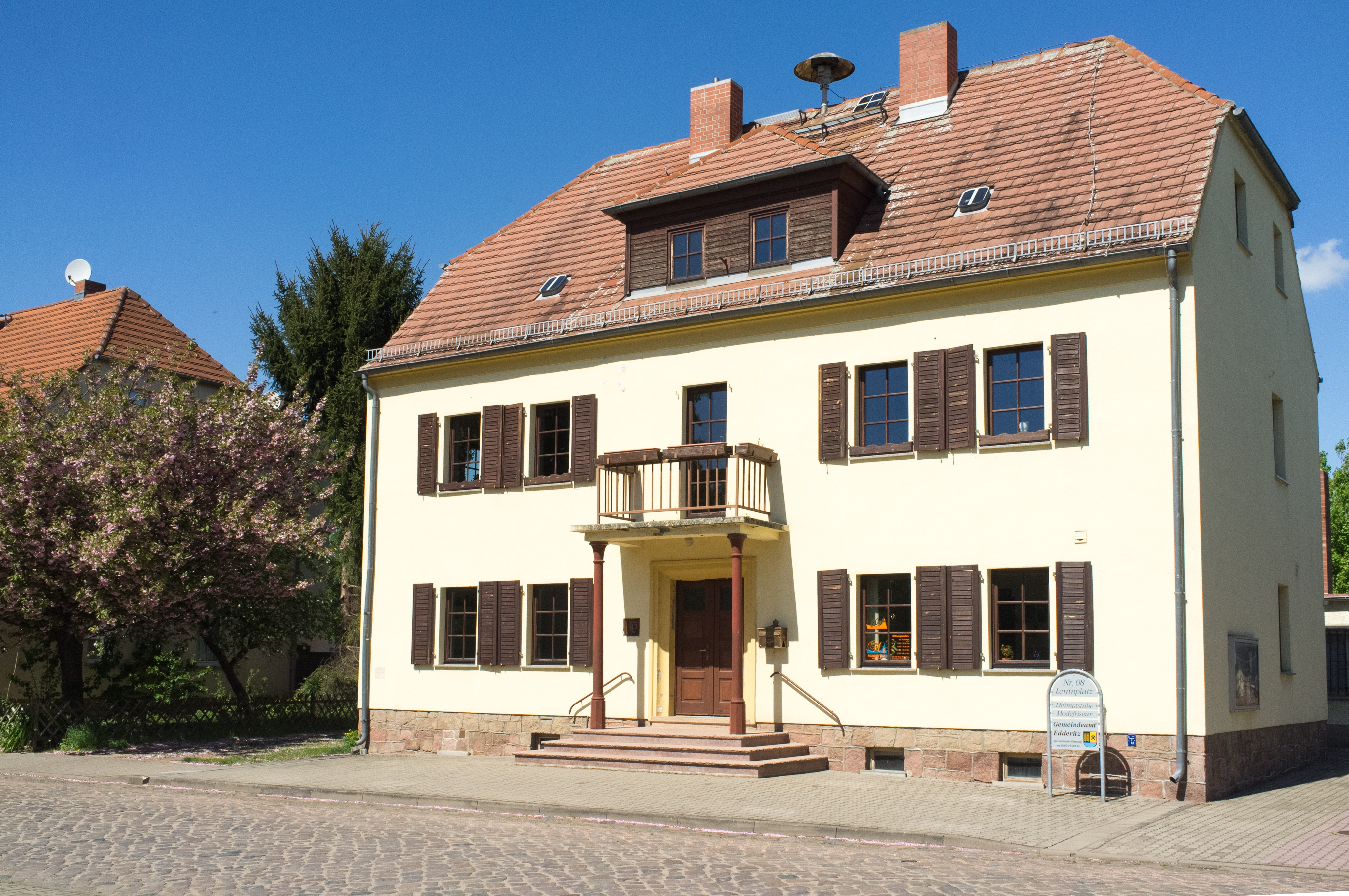
Das Edderitzer Gemeindeamt

### Bürgermeister
Die letzte Bürgermeisterin der Gemeinde war Annelie Fiedler. Nach der Eingemeindung wurde sie zur Ortsbürgermeisterin gewählt.

### Wappen
Das Wappen wurde am 18. März 1993 durch das Regierungspräsidium Dessau genehmigt und im Landeshauptarchiv Magdeburg unter der Wappenrollennummer 2/1993 registriert.
Blasonierung: „Gespalten mit blauem Schildfuß, vorn in Schwarz zwei goldene Ähren, hinten in Gold schräg gekreuzte Schlägel und Eisen.“
Die Gemeindefarben sind Gold (für die Landwirtschaft) – Schwarz (für den Bergbau) – Blau (für das Wasser).
Die im Wappen enthaltenen typischen Agrar- und Bergbausymbole verweisen auf die von Landwirtschaft und (im 20. Jahrhundert) durch den Bergbau geprägte Gemeinde Edderitz. Die Farbe Blau ist ein Hinweis auf den ursprünglichen See, auf den auch der Name Edderitz zurückgeht (siehe Namensherkunft).

## Denkmale
- Grabstätten auf dem Ortsfriedhof für 13 sowjetische Kriegsgefangene, die während des Zweiten Weltkrieges in der Zuckerfabrik Zwangsarbeit verrichten mussten
- Gedenkstein auf dem Ortsfriedhof für die Gefallenen des Ersten Weltkrieges

## Wirtschaft und Infrastruktur

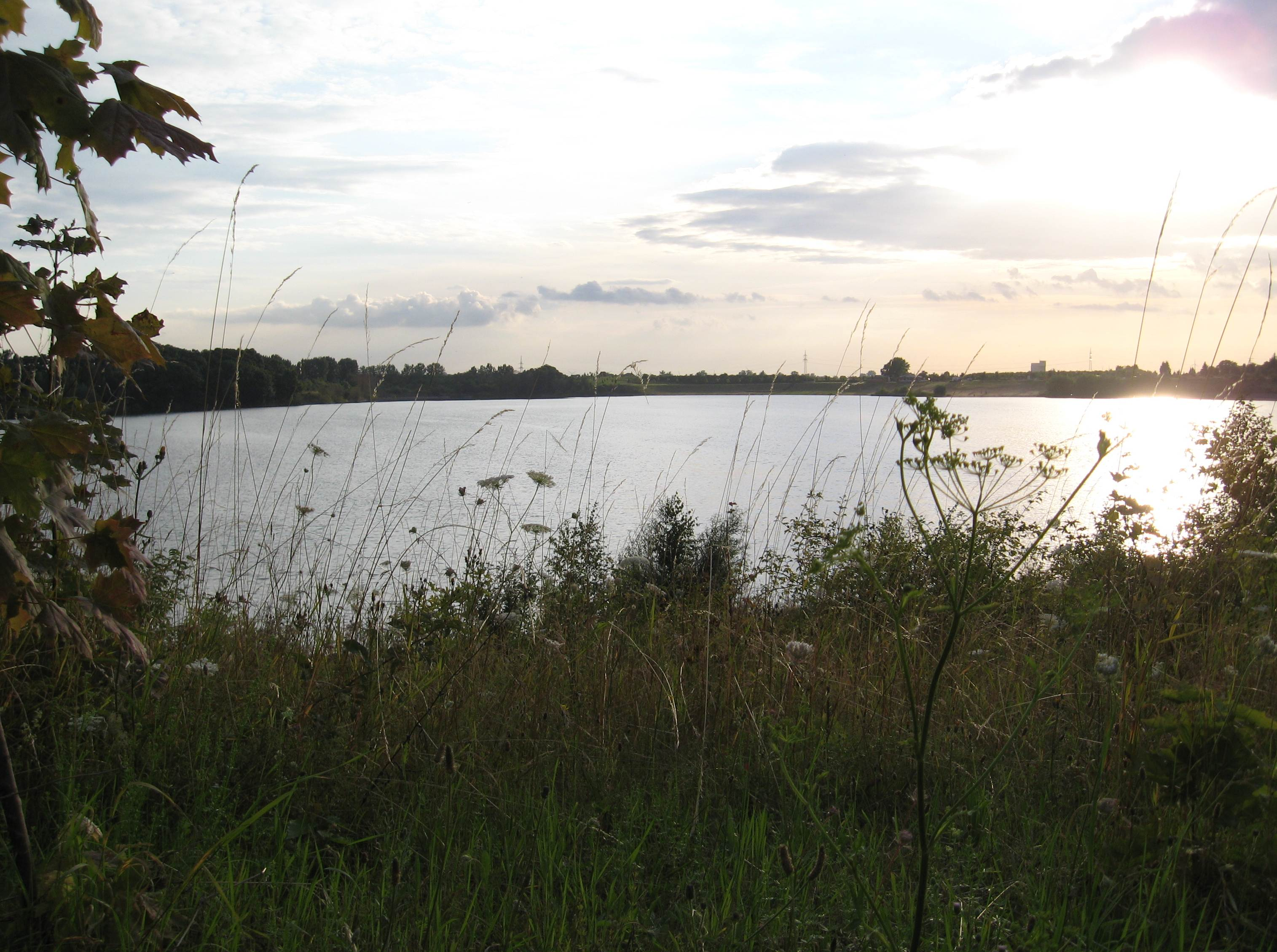
Der Edderitzer See

### Erholung
Nach der Einstellung des Braunkohletagebaus 1953 wurde aus dem Tagebaurestloch der 40 Hektar große und etwa 40 Meter tiefe Edderitzer See geschaffen, der sich in der sonst gewässerarmen Gegend bald zur beliebten Bademöglichkeit entwickelte, der auch als Trinkwasserreservoir und zur Bewässerungswasserentnahme diente. Nach 1990 wurde die Bewässerungswasserentnahme jedoch eingestellt, worauf der Wasserstand soweit stieg, dass die Stabilität der Uferzonen in Gefahr geriet.
Nach umfangreichen Sanierungsarbeiten zwischen 2000 und 2003 wurde am westlichen Seeufer ein Freibad gebaut, welches von Mai bis September geöffnet ist. Um den Edderitzer See führt ein Wanderweg, an dessen Rand ein geologischer Lehrpfad angelegt wurde. Der Wanderweg um den Edderitzer See wird auch als Skater- und Sommerbiathlon-Strecke (mit einer Schießanlage für Druckluftwaffen) benutzt.
Ein etwa 6 Kilometer langer Radweg verbindet den Edderitzer See mit der Kreisstadt Köthen (Anhalt).

### Verkehr
Östlich von Edderitz verläuft die Bundesstraße 183 von Bitterfeld-Wolfen nach Köthen (Anhalt).

## Persönlichkeiten
- Johann Arndt (1555–1621), evangelischer Geistlicher
- Bernhard Sehring (1855–1941), Architekt, Erbauer der Türme von St. Jakob in Köthen